# Горбуновка (Нерчинсько-Заводський район)
Горбуно́вка (рос. Горбуновка) — село у складі Нерчинсько-Заводського району Забайкальського краю, Росія. Адміністративний центр та єдиний населений пункт Горбуновського сільського поселення.
Стара назва — Горбуново.

## Населення
Населення — 297 осіб (2010; 314 у 2002).
Національний склад (станом на 2002 рік):
- росіяни — 97 %